# Gunnar Granqvist
Gunnar Jeremias Michaël Granqvist, född 15 oktober 1888 i Åbo, död 26 juli 1965, var en finländsk talassolog.
Granqvist blev student 1907, filosofie kandidat 1913, filosofie magister 1914 och filosofie licentiat 1938. Han var assistent i hydrografisk-biologisk havsforskning 1911–1918, anställd inom Centrallaget för handelslagen i Finland 1918–1919 och chef för talassologiska sektionen vid Havsforskningsinstitutet i Helsingfors 1919–1955. Han bedrev främst forskning om Östersjön och organiserade det fasta observationsnätet där, huvudsakligen längs Finlands kuster. Han tilldelades professors titel 1955.